# Ilie Lazăr
Ilie Lazăr (n. 12 decembrie 1895 , Giulești, județul Maramureș – d. 6 noiembrie 1976, Cluj) a fost un jurist și om politic român, fruntaș al Partidului Național Țărănesc în perioada interbelică și garda de corp a lui Iuliu Maniu.

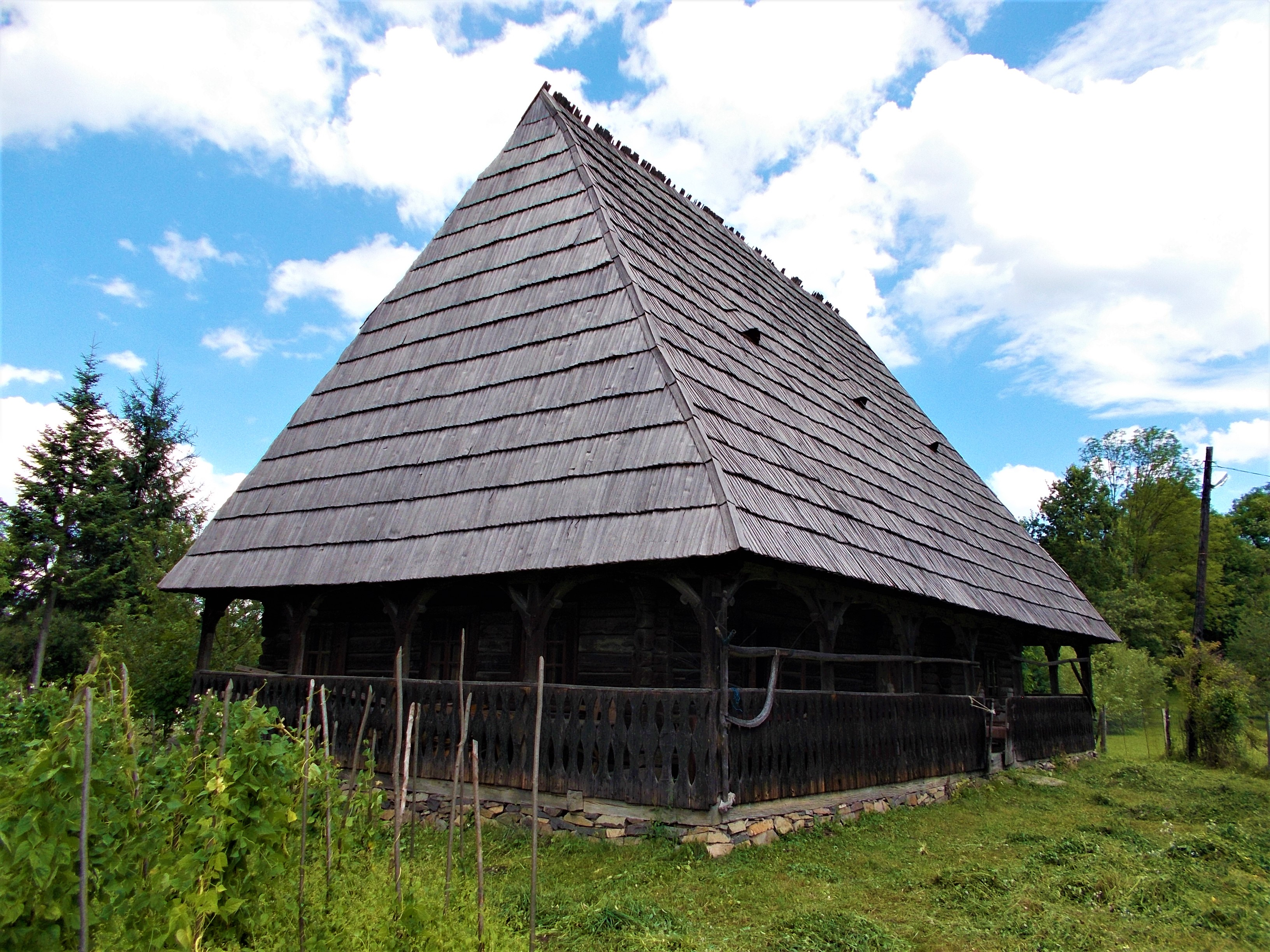
Casa memorială ”Ilie Lazăr” din satul Giulești

A luptat în Primul Război Mondial pentru eliberarea Cernăuțiului, apoi cu trupele de moldoveni a participat la eliberarea orașului Sighet. În timpul Austro-Ungariei a fost membru al Partidul Național Român din Ungaria și Transilvania. În 1928 a câștigat fotoliul de deputat din partea PNȚ.
A fost un delegat în Marea Adunare Națională de la Alba Iulia, organismul legislativ reprezentativ al „tuturor românilor din Transilvania, Banat și Țara Ungurească”, cel care a adoptat hotărârea privind Unirea Transilvaniei cu România, la 1 decembrie 1918.

## Familie
Părinții săi au fost descendenții unor vechi familii românești din mica nobilime. Tatăl său era descendent al familiei Lazăr de Purcăreț, iar mama sa a fost descendentă a familiei Ivașcu din Apșa de Jos, dincolo de Tisa. Bunicul său, Vasile Lazăr, preot și licențiat în drept, protopop greco-catolic al Sighetului, descindea din șapte generații de preoți ai Bisericii Române Unite. A crescut în tradițiile românești și ideile românismului pe care nu le-a abandonat niciodată, în ciuda persecuțiilor și anilor de închisoare de mai târziu.

## Studii
Liceul îl face la Sighet și Lugoj, unde intră în societatea aleșilor oameni de cultură români din acest oraș. Academia de Drept o face la Sighet și la Cluj, unde este nevoit să se transfere din cauza șovinismului profesorilor unguri, care îl vedeau ca și „agitator” pe acest tânăr care organiza serate și consfătuiri la care vorbea despre drepturile românilor și distribuia broșuri editate de asociația ASTRA.

## Eliberarea Cernăuțiului
Ilie Lazăr consemnează episodul eliberării Cernăuțiului în volumul său de memorialistică, Amintiri, apărut în anul 2000 la Editura Academia Civica.
...Era într-o zi de toamnă, după-masa, când am ajuns după un marș forțat la Cernăuți, unde intrăm în piață, fără să bănuim că orașul era ocupat la periferii și în toate cazărmile de către aproximativ 700 de ucrainieni, veniți de prin Colomeia, Stanislau și Sniatin. Se punea și pe acea vreme planul "Marii Ucraine " până la Siret. Eu, ca să previn orice surpriză, nu dau voie soldaților să se împrăștie, ci rămânem cu toții înarmați în piață. Stând în grupuri în piața orașului, având puștile în piramidă, se apropie de mine un domn și se prezintă : "Sunt profesorul Sextil Pușcariu și am aflat că sunteți români bănățeni, așa că îmi permit a vă ruga să ne ajutați până la sosirea armatei române, împotriva a câtorva sute de ucrainieni veniți din Galiția, care au intrat în Casa Națională, unde au spart totul, iar pe noi românii vor să ne ducă drept ostatici. Chiar și Iancu Flondor este ascuns la Mitropolie. De altfel, au apărut deasupra orașului avioane românești, aruncând manifeste, prin care ne anunță că armata română va intra în 48 de ore în oraș." La această propunere a situației îi răspund: "Sunt Ilie Lazăr, de fel din Maramureș, soldații mei sunt în schimb bănățeni; am dezertat de la unitatea noastră din Ucraina, cu gândul de a ne preda undeva armatei române. Sunt fericit, domnule profesor, dacă vă pot sta la dispoziție!"
Imediat începem punerea la punct a planului și a plasării soldaților......Peste vreo două ore, domnul profesor Sextil Pușcariu, vine cu vreo câțiva români, dintre care îmi reamintesc pe locotenentul San, un domn Nicoară și frații Micinski - și în grupuri mici conducem soldații într-o sală mare ( părea un cinematograf) din centrul orașului. Aici nu pierdem vremea și comunicăm soldaților, atât dl. Pușcariu, cât și eu, care este situația în acel moment.
Noaptea aceasta a fost pentru noi și populația Cernăuților "o noapte de groază. " Ucrainienii, care erau prin cazărmi, devastau și duceau totul spre Sniatin. De frică să nu cadă în cursa românilor au stins lămpile, alergând călări pe străzi, împușcând și interzicând orice ieșire din casă, ca să poată evacua în grabă. Intelectualii români erau îngroziți și ascunși, de teama de a nu fi duși ca ostatici. De frica intrării armatei române, precum și a prezenței soldaților mei în oraș, încă din acea noapte ucrainienii s-au retras.
......În orice caz, de la sosirea mea în oraș și până la intrarea armatei române, în care timp trupa mea era singura forță armată din oraș, au trecut 48 de ore. A doua zi de dimineață, după plecarea ucrainienilor, rămânând noi stăpâni pe viața și avutul orășenilor, imediat m-am pus la dispoziția conducătorilor locali. Nu voi uita niciodată acțiunea personală a baronului Nicu Flondor, însoțit de noi, vreo 5-6 ofițeri români, proveniți din armata austro-ungară. Acest grup de oameni, dintre care îmi reamintesc de cei numiți mai sus, ne-am suit într-o mașină, eu călare pe motor cu un steag tricolor în mână, și ne-am dus la toate oficiile publice " să preluăm imperiul. "

......Primul steag românesc pe turnul Primăriei, după 144 de ani, l-am înfipt eu cu tânărul Nicoară. Entuziasmul românilor la vederea tricolorului fâlfâind pe Primărie era de nedescris.
După aceste evenimente, Generalul Iacob Zadik și Iancu Flondor i-au propus lui Ilie Lazăr să rămână la Cernăuți, dar tânărul ofițer a refuzat. Avea o altă misiune istorică de împlinit. S-a urcat din nou în tren, a traversat Carpații și a ajuns în Maramureș. Aici, a fost desemnat de mandatarii din plasa Ocna Șugatag „delegat cu credențional“ la Marea Unire de la Alba Iulia. Și, așa cum își amintea el, la 28 noiembrie 1918 „în curtea casei mele din Giulești am adunat pe toți delegații din zonă cu credențional pentru că mama mea o vrut să le dea un ospăț strașnic“. Apoi, s-au urcat în căruțe și s-au îndreptat spre Baia Mare, traversând Gutâiul, apoi au luat trenul spre Alba Iulia, pentru a se întâlni cu români din toate provinciile țării.

## Marea Adunare Națională de la Alba Iulia
Ilie Lazăr este trimis delegat la Marea Adunare Națională de la Alba Iulia, tot drumul a fost un triumf, o atmosferă sărbătorească de neuitat. În gara Ulmeni li se atașează vagonul cu badea George Pop de Băsești, luptător pentru drepturile românilor mai bine de șaizeci de ani, cel care va prezida adunarea de la Alba Iulia. Primiți sărbătorește în toate gările, au avut altercații la Dej cu soldați secui care se retrăgeau spre Ungaria și care erau gata să arunce cu grenade în tren, iar la Războieni a fost o altercație cu soldați unguri care au tras spre ei, murind atunci plutonierul Ion Arion și mai mulți fiind răniți. Ca reprezentant al plasei Șugătag din Maramureș, cu credențional, Ilie Lazăr a fost printre cei care au votat unirea cu România. 

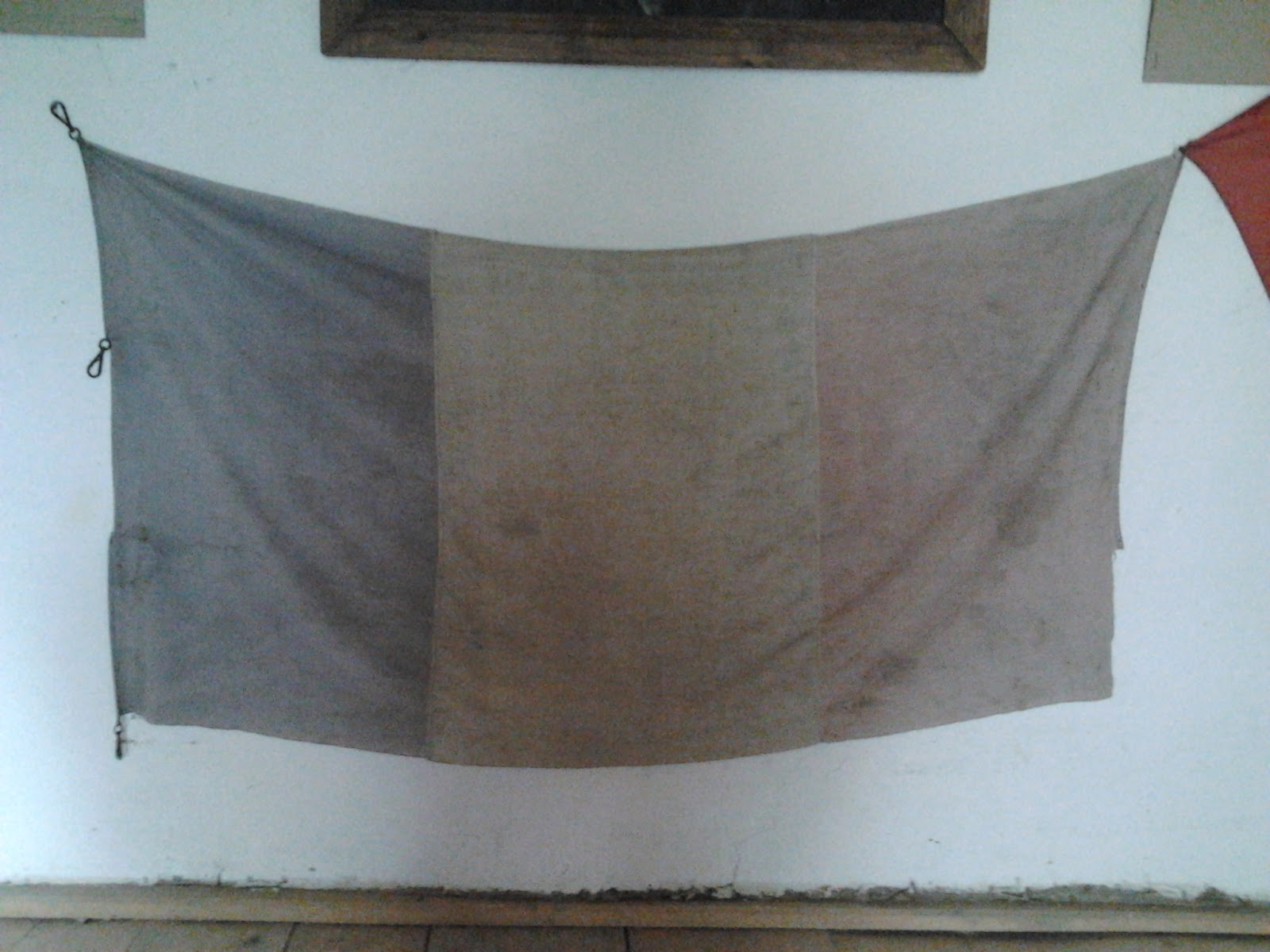
Steagul românesc purtat la Alba Iulia de către Ilie Lazăr

### Drumul spre Alba Iulia
Ilie Lazăr își descrie drumul spre Alba Iulia în volumul Amintiri
Dupa pregatirile in judet, au urmat cele in vederea Marii Adunari de la Alba-Iulia. Noi, maramuresenii, ne-am transportat in 12 carute peste muntele Gutaiului, pana la Satu-Mare-Tara Oasului, Ugocea si Baia-Mare. In fruntea noastra erau batranii protopopi Barlea, Doros, o multime de preoti, avocati, medici, studenti si tarani fruntasi. O parte din delegati au plecat cu trasuri spre Nasaud.
Intalnirea carutelor a fost in satul meu, Giulesti. De aici pana la Baia-Mare calatoria a fost un triumf. Ce pacat ca nu s-a pastrat de pe acele vremuri nici o fotografie. La marginea padurii, deasupra Baii-Sprie, delegatia maramureseana a fost intampinata de o echipa de doamne si domni cu steaguri, in fruntea carora era familia parintelui protopop Anca din Baia-Sprie. Dupa o odihna de vreo ora, ne-am continuat drumul spre Baia-Mare, unde am fost primiti de intelectualii romani, in frunte cu parintele protopop Brebanu.
La restaurantul Stefan a avut loc o masa de infratire intre intelectuali si tarani. Imi aduc aminte ca vecinul nostru din Giulesti, "Toderici", care ne-a adus cu caruta si care avea o iapa naravasa, ne tinea tot drumul cu glume. In restaurant eram cu totii "claie-gramada". Bietul Toderici nu stia ce sa faca la masa intre atatia "domni". Ii explicam vecinului Ion ca acum incepe si romanul sa fie "domn". A doua zi, dupa programul stabilit, plecam cu trenul decorat cu steaguri si flori, spre Cluj. In gara Ulmeni se ataseaza trenului nostru vagonul cu Badea Gheorghe Pop de Basesti, presedintele Partidului National, caruia ii facem o entuziasta primire. In gara Jibou ne asteptau delegatii din Zalau si Simleu, iar in celelalte gari : Ileanda Mare, Calgau, delegati din judetul Somes. Ajungem in gara Dej, unde, in urma unei altercatiuni cu niste soldati secui, care se retrageau spre pusta Ungariei, era s-o patim; cat p-aci sa zvarle in noi cu grenade. Aici in gara Dej, ne-am intalnit cu trenul care venea dinspre Bistrita. In acest tren am intalnit si frati de-ai nostri, care veneau din Moldova si care purtau uniforma romaneasca, intre ei bunul meu prieten, Ghita Pataky-Valeanu, care canta de rasunau vaile. In gara Apahida a trebuit sa stam mai mult timp, fiind mare aglomeratie. In gara Cucerdea-Razboieni a fost o incaierare cu ungurii; aici a cazut bietul plutonier Arion, iar altii au fost raniti. Noi am scapat ca prin minune.
In gara Teius, am strans lume multa si ne-am dus in vagonul lui Badea Gheorghe, unde am manifestat pentru Presedintele Partidului National care avea atunci peste 80 de ani.

Sosirea la Alba-Iulia a unei multimi neprevazute pana atunci, ne-a impresionat mult. Nu este cazul sa descriu aceasta mareata demonstratie a poporului ardelean, fiindca au descris-o ilustri manuitori ai condeiului in cele mai mici amanunte. Eu voi arata doar ce s-a petrecut in jurul nostru; actele la care am avut personal fericirea sa iau parte. Eu am reprezentat la aceasta Mare Adunare plasa mea de bastina, Sugatag-Maramures, cu "credentional"(cum i se spunea) in regula, asa ca am fost unul dintre "deputatii"cu drept de vot in Sala istorica din Cetate, unde s-a votat Marea Unire.

## Anii de închisoare
Ilie Lazăr a fost arestat în timpul dictaturii lui Carol al II-lea și deținut de Poliție, Siguranță, apoi la mănăstirea Turnu sub pază alături de Leucuția și Răchițeanu, dar și de Virgil Madgearu și Ion Antonescu timp de trei luni sub pază, pe timp de iarnă. Sub regimul lui Antonescu, alături de aceeași doi este internat în lagărul de la Târgu Jiu, tot timp de trei luni. Caracterul său intransigent l-a făcut să-i trimită lui Antonescu un raport despre abuzurile și exploatările petrecute aici, unde erau internați vreo trei mii de deținuți, majoritatea legionari.
Este condamnat la 27 mai 1946 la șapte luni închisoare de către  vechiului prieten și protejat al său pe când era în armata austro-ungară, dr. Petru Groza, ajuns prim-ministru sub protecția URSS, pentru omisiunea denunțării complotului în procesul „Mișcării Naționale de Rezistență”. 
Intrarea trupelor sovietice în țară a însemnat sfârșitul democrației. Practic, partidelor politice istorice li s-au înscenat procese, liderii au fost aruncați după gratii pentru a-i împiedica să candideze, lăsând drum liber unui singur partid, cel a comuniștilor. La alegerile din noiembrie 1946, pe buletinul de vot al PNȚ apare și numele Mara Ilie Lazăr, nimeni altcineva decât soția lui Ilie Lazăr. Decizia de a o trimite în lupta electorală a fost a lui Iuliu Maniu. Soția sa, Maria, candidează în locul său pe listele PNȚ ca deputat în Maramureș și este aleasă la alegerile din noiembrie 1946, în ciuda fraudării masive a acestor alegeri de către comuniști. „Rezultatul, spune nepotul lui Ilie Lazăr, a fost de 93% în favoarea bunicii mele. Asta ca să vedeți de ce popularitate se bucurau țărăniștii la acea vreme“.
În 1947 este implicat în înscenarea de la Tămădău, punctul de plecare al unui proces intentat împotriva unor personalități marcante ale PNȚ. La 12 noiembrie 1947, în urma acestui proces, a fost condamnat la 12 ani de temniță grea, 5 ani de degradare civică, confiscarea averii și 50.000 de lei cheltuieli de judecată.
La Sighet, pe când nici un deținut nu știa unde se află, a recunoscut clopotele de la biserica din strada Dragoș Vodă, dăruite acesteia de către familia sa. A spus atunci: „de-ar știi maramureșenii mei unde mă aflu, ar dărâma zidurile închisorii din Sighet pentru a mă elibera”. Nu greșea prea mult, Maramureșul era un focar al rezistenței anticomuniste din munți și păduri. A urmat închisoarea de la Râmnicu Sărat, coloniile de muncă de la Culmea și Periprava.
După 12 ani de temniță, Ilie Lazăr a fost trimis trei ani cu domiciliu obligatoriu în Bărăgan. A fost eliberat la 9 mai 1964 și s-a mutat la Cluj într-un bloc din cartierul Grigorescu, alături de fiica sa, Lia Gherasim. Pensie i-a dat statul Israel, pentru că Ilie Lazăr salvase de la moarte 30 de evrei.

## Moartea
Ilie Lazăr murit la 6 noiembrie 1976 la 81 de ani, fără să abdice nicio clipă de la principiile sale, fără să înceteze vreo clipă de a fi și se simți român, să aibă încredere în poporul român și viitorul lui.